# Francisco Pacheco (Vélasquez)
Le Portrait de chevalier, portrait possible de Francisco Pacheco, est une huile sur toile peinte par Diego Vélasquez au plus tard en 1623. La toile est conservée au musée du Prado à Madrid.

## Histoire
Même si la date exacte de sa réalisation reste incertaine, cette toile a été peinte avant 1623, c'est-à-dire avant la loi promulguée par le roi Philippe IV d'Espagne contre les excès de luxe, prohibition qui incluait l'usage de col bouffants chez les hommes. La toile provient du Palais de la Grange de Saint Ildefonse, où elle fut inventoriée en 1746 comme un œuvre du Tintoret. Elle intégra le musée du Prado à son ouverture en 1819 comme œuvre de Vélasquez.

## Description
La toile reprend les conventions propres au portrait. Elle représente le buste d'un chevallier regardant en face de lui sur un fond neutre. Il est vêtu de noir, avec un grand col bouffant. Certains éclats de lumières ajoutés une fois la toile terminée, par exemple sur le bout du nez, est un trait propre à Vélasquez qu'il répéta dans ses œuvres postérieures. La préparation de la toile ne correspond pas à celle de Vélasquez dans sa période sévillane, et n'est pas non plus exactement celle qu'il utilisa une fois installé à Madrid, ce qui donne une date d'exécution probable vers 1622, entre le premier et le second voyage à la cour. Du point de vue stylistique, la toile est mise en parallèle avec le  Portrait de Luis de Gongora, de la même époque.
Allende-Salazar proposa en 1625 d'identifier le personnage représenté à Francisco Pacheco, le maître et beau-père de Vélasquez. Il fut suivi dans cette hypothèse par d'autres spécialistes. Cependant certains, comme entre autres Jonathan Brown, écartent cette hypothèse par manque de preuve. Javier Portús reprit cette hypothèse en 1999 qui est celle admise par le musée du Prado, sur la base de ressemblances avec l'autoportrait de Pacheco sur la toile Le Jugement Final reparut  au Musée de Castre et dont le maître de Vélasquez fit une description complète dans son Art de la Peinture. Il convient d'avertir que dans ces écrits, Pacheco ne fait jamais allusion à une toile de lui peinte par son gendre, alors qu'il détaille le portrait de Gongora et l'autoportrait de Vélasquez qu'il avait en sa possession.